# Manel Úbeda
Manel Úbeda Gallart (Mollet del Vallés, Barcelona, 1951) es un fotógrafo español y director y profesor de la Escuela de Fotografía IDEP de Barcelona desde 1981.

## Biografía
En 1975 realizó su primera exposición, fue uno de los organizadores de las «Jornadas Catalanas de Fotografía» de 1980, así como uno de los fundadores Primavera Fotográfica de Cataluña en 1982.
Ha realizado talleres y seminarios en la Universidad Autónoma de Barcelona, en la Universidad Politécnica de Valencia y la Universidad Catalana de Verano de Prades entre otros.
Ha sido comisario en varias exposiciones de la Fundación La Caixa y es coautor del Proyecto y del Plan de Estudios de la Escuela Universitaria de Fotografía de Tarrasa.

## Obra
Su obra refleja a menudo espacios que en su día fueron esplendorosos y acaban abandonados, mostrando un espacio de decadencia y abandono. Durante 11 años fotografió periódicamente diferentes aspectos de la montaña del Tibidabo. Una de estas fotos, Tibi, se puede ver en la colección permanente de fotografía del Museo Nacional de Arte de Cataluña.

## Libros publicados
- VVAA - La Fotografía Creativa. Edicions Salvat con la colaboración de Kodak.
- 1991- Curso Profesional de Fotografía. Planeta DeAgostini
- Curs de Fotografia CEAC
- 2001- La Fotografía Digital. RBA Editores.